# Mali Jovanovac
Mali Jovanovac (en serbe cyrillique : Мали Јовановац) est un village de Serbie situé dans la municipalité de Pirot, district de Pirot. Au recensement de 2011, il comptait 116 habitants.

## Démographie

### Évolution historique de la population
| 1948 | 1953 | 1961 | 1971 | 1981 | 1991 | 2002 | 2011 |
| ---- | ---- | ---- | ---- | ---- | ---- | ---- | ---- |
| 352  | 323  | 267  | 233  | 180  | 155  | 144  | 116  |

|  |